# Podłatczyn szary
Podłatczyn szary (Platycleis albopunctata grisea) – owad prostoskrzydły z rodziny pasikonikowatych (Tettigoniidae) klasyfikowany początkowo w randze gatunku Platycleis grisea. W 1988 Heller zaproponował uznanie tego owada za podgatunek  Platycleis albopunctata, do którego jest bardzo podobny – różnice widoczne są w budowie płytek subgenitalnych u samic. Klasyfikacja Hellera została szeroko zaakceptowana.
Ten przedstawiciel pasikoników był opisywany z Polski pod nazwą Platycleis grisea, jednak wiele z tych opisów (z zachodniej i północnej części kraju) dotyczyło prawdopodobnie P. albopunctata. Informacje z południowej Polski o jego występowaniu (Pieniny i Wyżyna Krakowsko - Wieluńska) są wiarygodne, lecz brak nowszych danych.